# Batik Air
Batik Air ist eine indonesische Fluggesellschaft mit Sitz in Jakarta und Basis auf dem Flughafen Soekarno-Hatta. Sie ist eine Tochtergesellschaft der Lion Air.

## Flugziele
Batik Air fliegt von ihren beiden Drehkreuzen aus nationale Ziele wie Balikpapan, Jayapura, Makassar, Denpasar und Palembang an.

## Flotte

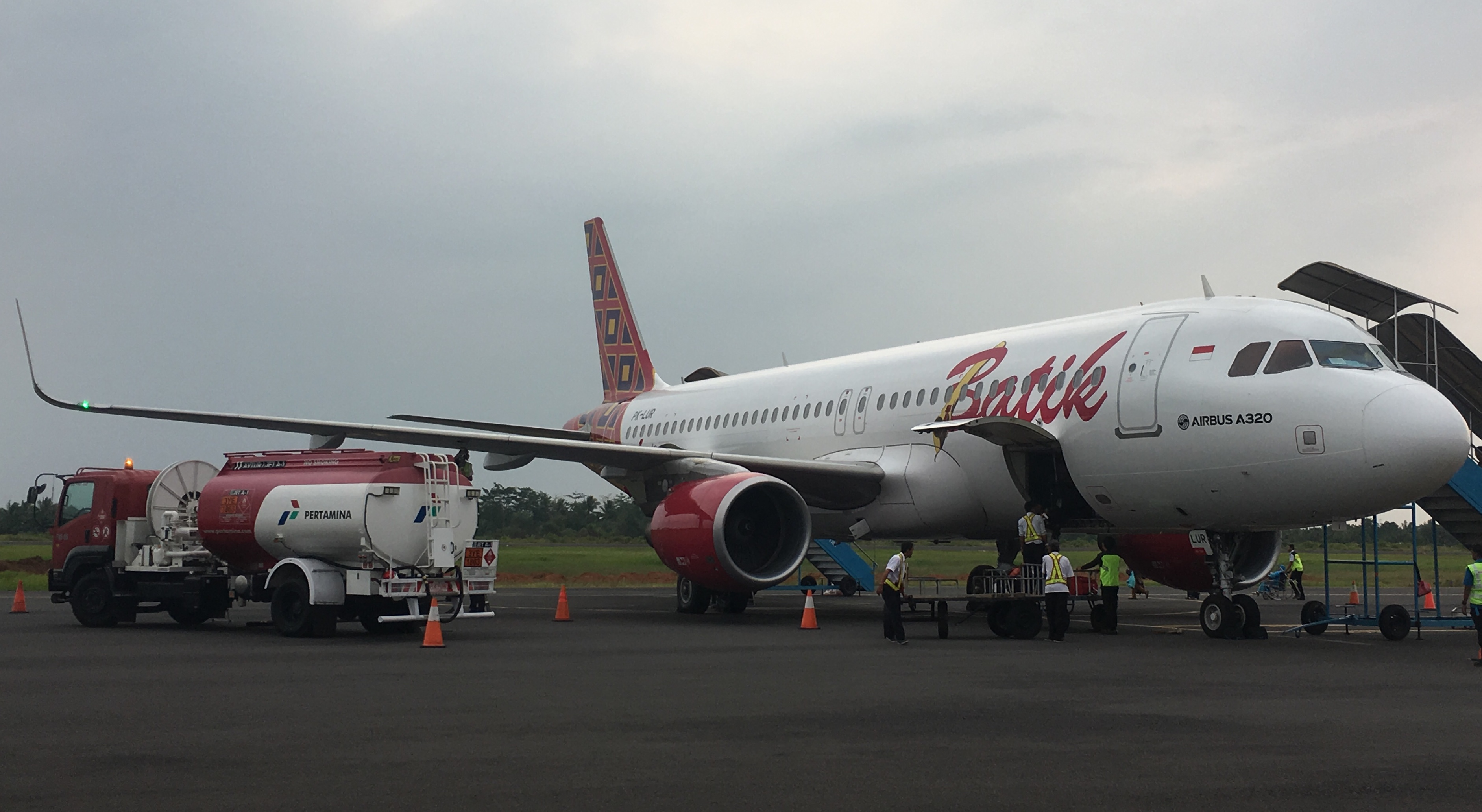
Airbus A320-200 der Batik Air

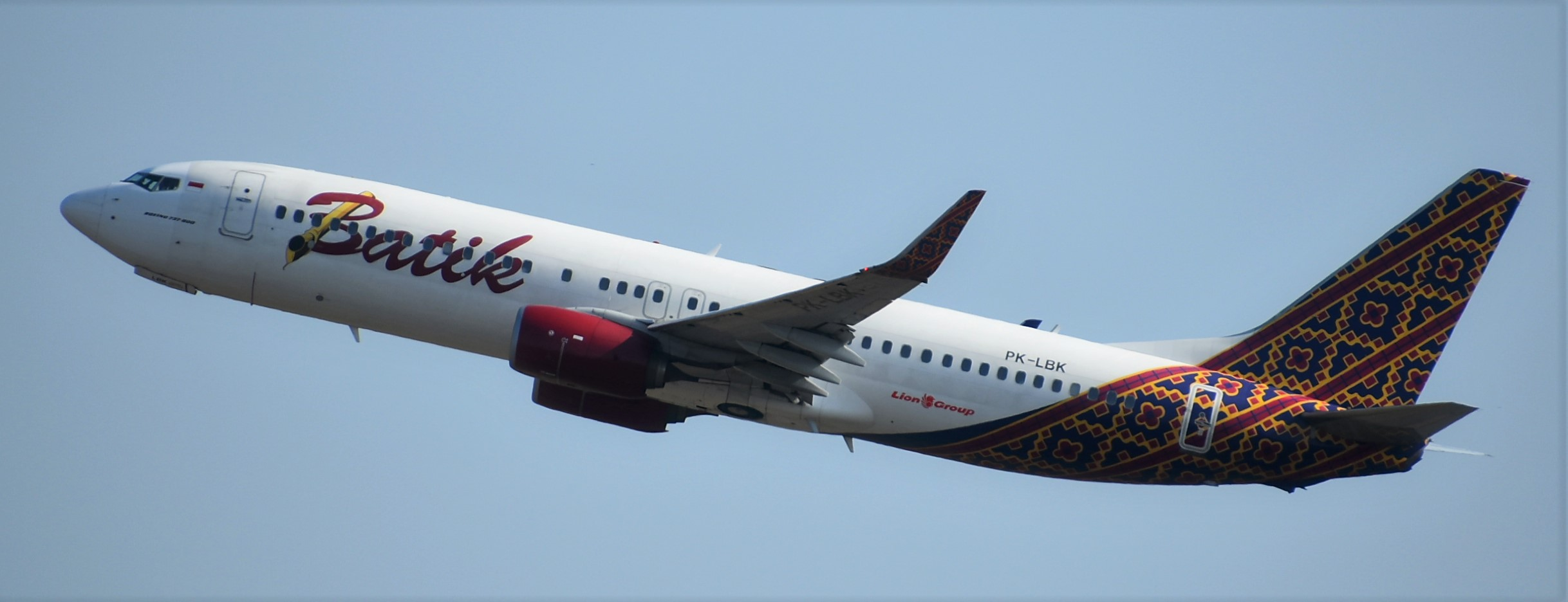
Boeing 737-800 der Batik Air

Mit Stand Mai 2025 besteht die Flotte der Batik Air aus 63 Flugzeugen mit einem Durchschnittsalter von 10,6 Jahren:
| Flugzeugtyp     | Anzahl | bestellt | Anmerkungen                                 | Sitzplätze | Durchschnittsalter |
| --------------- | ------ | -------- | ------------------------------------------- | ---------- | ------------------ |
| Airbus A320-200 | 47     |          | fünf inaktiv; 31 mit Sharklets ausgestattet | 156        | 10,7 Jahre         |
| Airbus A320neo  | 01     |          | inaktiv                                     | 156        | 5,3 Jahre          |
| Airbus A330-300 | 01     |          | inaktiv; betrieben durch Lion Air           | 345        | 15,2 Jahre         |
| Boeing 737-800  | 14     |          | zwei inaktiv; mit Winglets ausgestattet     | 162        | 10,3 Jahre         |
| Gesamt          | 63     | –        |                                             |            | 10,6 Jahre         |

### Ehemalige Flugzeugtypen
- Boeing 737-900ER